# Goliard
Các Goliard là một nhóm các giáo sĩ đã viết các kiểu thơ trào phúng, Latin trong các thế kỷ 12 và 13. Họ chủ yếu là sinh viên giáo sĩ tại các trường đại học của Pháp, Đức, Tây Ban Nha, Ý, và Anh, những người phản đối những mâu thuẫn ngày càng tăng trong Giáo hội, chẳng hạn như sự thất bại của các cuộc thập tự chinh và lạm dụng tài chính, thể hiện bản thân thông qua thơ, bài hát và hiệu suất.

## Carmina Burana

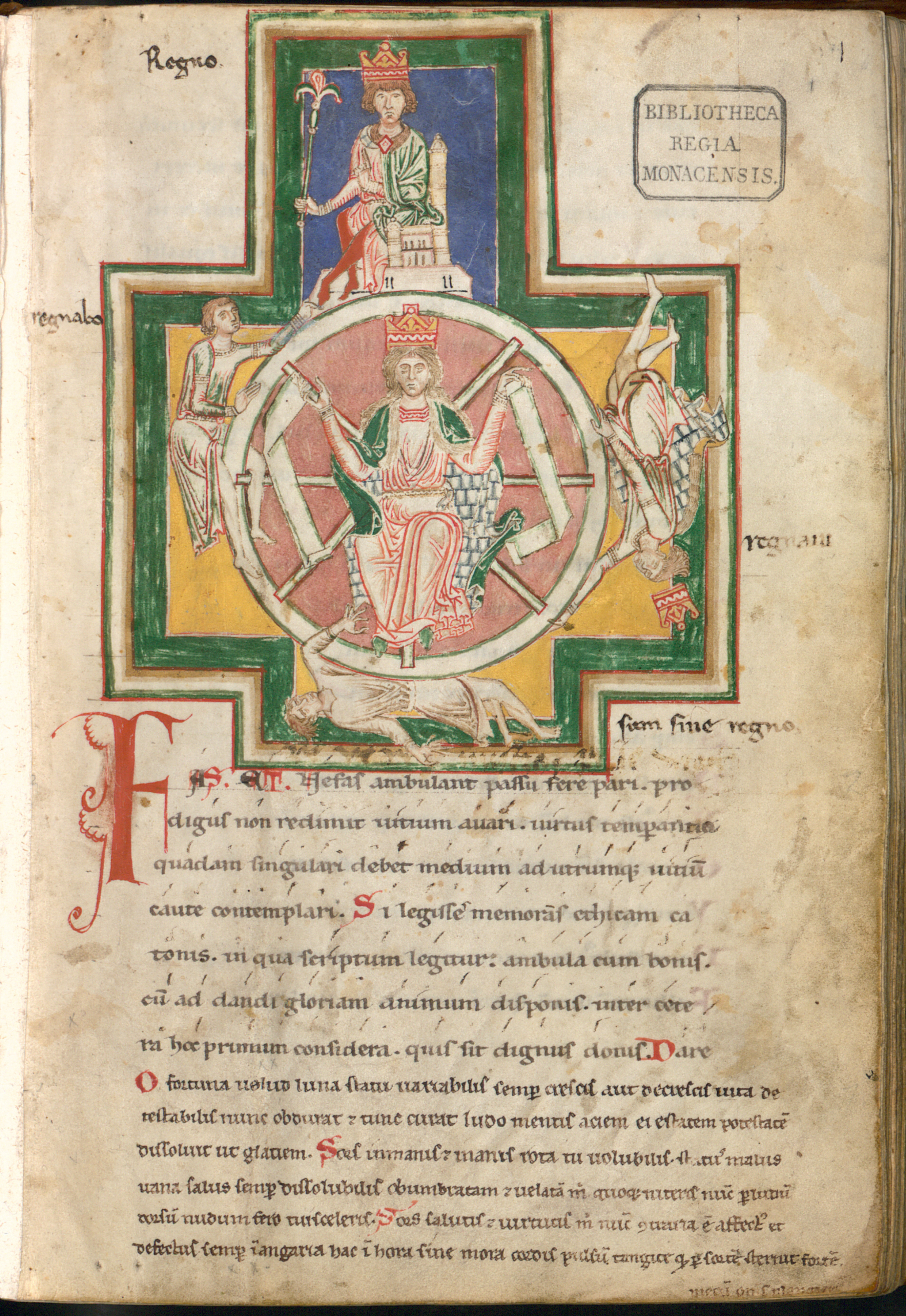
The Wheel of Fortune from Carmina Burana

Carmina Burana (/ k ɑr m ɨ n ə b ʊ r ɑ ː n ə /), Latin cho "bài hát từ Beuern" (viết tắt: Benediktbeuern), là tên gọi cho một bản thảo trong tổng số 254 bài thơ và các văn bản đáng kể chủ yếu là từ thế kỷ 11 hoặc 12, mặc dù một số từ thế kỷ 13. Các mặt chủ yếu là dâm dục, bất kính, và trào phúng, chúng được viết chủ yếu trong thời Trung Cổ bằng tiếng Latin, một vài trong thời Trung kỳ Trung cổ ở Đức, và một số đặc điểm từ Pháp Cổ hoặc Provençal. Một số là chỉ lối thi khôi hài, một hỗn hợp của tiếng bản xứ Latin và tiếng Đức hoặc tiếng Pháp.
Chúng đã được viết bởi các sinh viên và các giáo sĩ khi thành ngữ Latin là lingua franca phổ biến trên khắp Italia và Tây Âu, các trường đại học và các nhà thần học. Hầu hết các bài thơ và các bài hát xuất hiện là các tác phẩm của Goliards, giáo sĩ (chủ yếu là sinh viên) và Giáo hội Công giáo được thành lập và châm biếm các giao hội công giáo. Bộ sưu tập bảo tồn các tác phẩm của một số nhà thơ, bao gồm Peter Blois, Walter Châtillon và các nhà thơ vô danh, được gọi là các Archpoet.
Bộ sưu tập này đã được tìm thấy vào năm 1803 trong các tu viện Benedictine của Benediktbeuern, Bavaria, và hiện đang nằm trong Thư viện Tiểu bang Bavarian ở Munich. Cùng với Cantabrigiensia Carmina, Carmina Burana là bộ sưu tập các bài hát quan trọng nhất của Goliard và lang thang.
Các bản thảo phản ánh một phong trào "quốc tế" của châu Âu, với những bài hát có nguồn gốc từ Occitania, Pháp, Anh, Scotland, Aragon, Castile và Đế chế La Mã thần thánh.
Hai mươi bốn bài thơ trong Carmina Burana đã được thiết lập cho âm nhạc của Carl Orff năm 1936.

## Một số ca khúc từ Carmina Burana
- Ai vist lo lop
- Ich was ein chint so wolgetan
- In taberna quando sumus
- Platerspiel
- Totus floreo